# Пірокатехол
Пірокатехол (пірокатехін, 1,2-бензендіол) — двоатомний фенол з формулою {\displaystyle {\ce {C6H4(OH)2}}}. Ізомер гідрохінону та резорцину.

## Отримання

### Із саліцилового альдегіду
Пірокатехол можна отримати окисненням саліцилальдегіду пероксидом водню у лужному середовищі:
Спочатку альдегід розчиняють у нормальному розчині гідроксиду натрію, далі додають 3% пероксид водню. При цьому суміш нагрівається. Потім розчин стоїть 15-20 годин, а далі додається трохи оцтової кислоти для нейтралізації надлишку лугу. В кінці розчин випарюють на водяній бані.

### З фенолу
Інший спосіб отримання пірокатехолу - гідроксилювання фенолу пероксидом водню:
{\displaystyle {\ce {C6H5-OH + H2O2 ->C6H4(OH)2 + H2O}}}

### Лужним гідролізом
Пірокатехол можна також отримати лужним гідролізом о-хлорофенолу або о-дихлоробензену:

### Лужним сплавленням
Ще один спосіб отримання - сплавлення о-фенолсульфокислоти з лугом:

## Фізичні властивості
Є безбарвною твердою речовиною з характерним фенольним запахом. При контакті з повітрям на світлі набуває коричневого кольору. Розчинний у воді, спирті, діетиловому етері, бензені, хлороформі, ацетоні та піридині.

## Хімічні властивості

### Реакції за участі гідроксильної групи

#### Кислотні властивості
Проявляє кислотні властивості більше, ніж фенол через взаємний вплив двох OH-груп, може утворювати солі з важкими металами. Наприклад, при додаванні до розчину пірокатехолу ацетату свинцю випадає білий осад солі пірокатехолу з свинцем.
Якісна реакція — поява зеленого забарвлення при додаванні розчину хлориду заліза(III). При додаванні розчину ацетату натрію зелене забарвлення переходить у червоне:

#### Алкілювання
Алкілюється також легко, з утворенням етерів. При взаємодії з дийодометаном утворює циклічний етер. Ці реакції проходять у лужному середовищі:
При взаємодії з дигалогеноетерами утворюються краун-етери. Наприклад, взаємодія з дихлороетилового етеру призводить до утворення дибензо-[18]-краун-6:
Реакція іде при температурі 100°С у присутності бутанолу. Вихід складає 45%.

#### Взаємодія з фосгеном
При взаємодії пірокатехолу з фосгеном відбувається ацилювання і утворюється о-феніленкарбонат, естер пірокатехолу та карбонатної кислоти. Реакція проходить у лужному середовищі:
Спочатку у колбі, яка заповнена азотом, пірокатехол розчиняють у розчині гідроксиду натрію, далі поступово, при перемішуванні, додають розчин фосгену у толуені, при цьому підтрисується температура від 0 до 5°С. Далі розчин ще годину охолоджують і перемішують. Після того, як розчин нагрівся, його фільтрують. Твердий залишок розчиняють у толуені, а потім толуен відганяють, і продукт починає кристалізуватися.

### Окиснення
Легко окиснюється до о-бензохінону. Лужні розчини окиснюються ще легше, оскільки при цьому утворюється аніон, який окиснюється легше, ніж сам пірокатехол.
Але серед продуктів окиснення є не тільки бензохінон. Останній може окиснюватися далі з утворенням гетероциклічної сполуки:
При окисненні може і дециклізуватися з утворенням 2-гідрокси-6-оксогекс-2,4-дієнової кислоти:
Завдяки цим властивостям пірокатехол, як і гідрохінон, застосовується як відновник у фотографії.

### Електрофільне заміщення
Реакції електрофільного заміщення, наприклад, галогенування та нітрування, також протікають легше, ніж в одноатомних фенолів:
При ацилюванні пірокатехолу фталевим ангідридом утворюється барвник — алізарин:

## Поширення
Пірокатехол присутній в деяких рослинах, у деревному димі. Деякі продукти також містять пірокатехол. Ще він міститься у складі вугілля та сигаретного диму, може пересуватися крізь ґрунт.

## Токсичність
Пірокатехол є токсичною сполукою. Може абсорбуватися через шкіру, викликає дерматит. Спричиняє опіки шкіри та очей. Шкідливий при ковтанні. У великих дозах пошкоджує нирки та печінку. За класифікацією IARC, належить до канцерогенів групи 2B.
Також, пірокатехол є токсичним для водних організмів.